# 7 Seeds
7 seeds (セブンシーズ, 7 Mầm sống) là bộ manga giả tưởng của tác giả Tamura Yumi, xuất bản trên tạp chí Bessatsu Shōjo Comic của Shogakukan  từ năm 2001 sau đó chuyển xuất bản qua tạp chí Flowers từ năm 2002. Tính đến năm 2017, bộ truyện đã hoàn thiện với 35 tập tankōbon. Tác phẩm đã đoạt Giải Manga Shogakukan 2007 cho thể loại Shoujo. Tại Việt Nam, bộ truyện hiện đang được dịch bởi nhóm Lesix và được nhà xuất bản Kim Đồng phát hành với tên "7 mầm sống" dưới hợp đồng chuyển nhượng bản quyền của nhà xuất bản Shogakukan.

## Tóm tắt nội dung
Sau khi các nhà khoa học và học giả dự báo về thảm họa toàn cầu: một thiên thạch sẽ đâm vào Trái Đất trong tương lai gần, chính phủ các nước đã tổ chức họp kín để đề ra các kế sách ngăn ngừa mối hiểm họa này. Một trong số đó là dự án "7SEEDS".
"7SEEDS" được thành lập nhằm lưu giữ và duy trì con người phòng trường hợp cả nhân loại bị tuyệt diệt sau cú va chạm giữa thiên thạch và Trái Đất. Dự án chọn lựa những thanh thiếu niên khỏe mạnh, chia thành 5 nhóm, mỗi nhóm 7 người và 1 hướng dẫn viên, bảo quản ở trạng thái ngủ đông và được chôn phân tán nhằm tránh tác động của cú va chạm. Sau khi máy tính xác định khí hậu và môi trường trên bề mặt địa cầu đã ổn định trở lại và đủ điều kiện cho sự sống tồn tại, những người này sẽ được rã đông và giải phóng ra thế giới bên ngoài, nơi họ phải tham gia vào một cuộc chiến sinh tồn không có điểm kết.
Sau khi được rã đông, các nhóm bắt đầu tản đi tìm "7 ngọn Fuji" theo chỉ dẫn của hướng dẫn viên. Trên đường đi, một vài nhóm gặp nhau và dần dần thu về sống tập trung. Cũng cùng thời điểm này, việc khám phá ra các khu căn cứ ngầm đã mở ra cho họ những bí mật kinh hoàng về các sự việc xảy ra ngay trước thềm cơn chấn động.

## Các nhóm
Dự án "7SEEDS" gồm 5 nhóm, tên của các nhóm được đặt theo mùa: Xuân, Hạ, Thu, Đông. Riêng Mùa Hạ có Hạ A và Hạ B. Thành viên các nhóm (trừ nhóm Hạ) đều được tuyển lựa kỹ càng dựa trên hàng trăm yếu tố về di truyền, lịch sử dòng họ, sức khỏe, năng khiếu. Hạ A và Hạ B đều là hai trường hợp cá biệt, nhưng cũng đồng thời là hai thái cực đối lập nhau: Hạ A bao gồm những thanh niên sinh ra do thụ tinh nhân tạo từ các trứng và tinh trùng qua tuyển lựa khắt khe, được quản thúc và huấn luyện bài bản từ khi nhỏ; trong khi đó, Hạ B lại được mệnh danh là nhóm gồm những người bỏ đi, những "thanh niên có vấn đề".
Đặc biệt, tên của các thành viên trong từng nhóm đều là các quý ngữ liên quan tới mùa mà nhóm đó được đặt tên theo.

### Nhóm Mùa Hạ A
Nhóm Hạ A xuất hiện sau cùng trong truyện, tuy nhiên, đây lại là nhóm đầu tiên được thành lập trong dự án 7SEEDS, 17 năm trước khi 4 đội còn lại ra đời. Hạ A bao gồm những đứa trẻ được sinh ra thông qua quá trình thụ tinh nhân tạo giữa các cặp trứng và tinh trùng được tinh tuyển, chỉ có tên, không mang họ, được nuôi tập trung và quản thúc tại một vùng biệt lập với thế giới bên ngoài. Ban đầu, số lượng thành viên lớn hơn 100 người, nhưng trải qua 17 năm đặc huấn, con số rút dần do có những người bị loại vì không đạt yêu cầu.
Khác với các nhóm còn lại, Hạ A được trang bị đầy đủ các kiến thức phổ thông và chuyên sâu về mọi kỹ năng cần thiết cho việc sinh tồn cũng như được huấn luyện thành xạ thủ. Tới năm 13 tuổi, các học viên trong trường bắt buộc phải tham gia vào 7 lớp đặc huấn: Lửa, Nước, Đất, Gió, Y, Động Vật, Thực Vật. Từ mỗi lớp, sẽ chọn ra 1 người đứng đầu để thành lập nhóm Mùa Hạ A gồm 7 thành viên để tham gia chính thức vào dự án 7SEEDS.
Thành viên:
- Ango (安吾): Học viên lớp Lửa và Nước. Ango là nhân vật chính trong chương truyện về Hạ A. Là học sinh xuất sắc của dự án, luôn cạnh tranh với Ryou. Ango chơi thân với Shigeru cùng nhóm bạn Koruri, Mayu, Nobara. Cậu có cảm tình với Ayu. Ango nghĩa là "cuộc sống thanh bình".
- Ryou (涼): Học viên lớp Lửa và Nước. Được coi là kỳ phùng địch thủ của Ango. Lạnh lùng, tàn nhẫn, luôn có thái độ chống đối giáo viên, nhưng rất thông minh và dường như luôn đi trước trong mọi vấn đề. Ryou luôn đi cùng Nijiko. Ryou nghĩa là "mát mẻ".
- Koruri (小瑠璃): Học viên lớp Gió và Y, có mái tóc xoăn tít. Tính tình hoạt bát, vui vẻ, dễ thương. Ngoài nhóm bạn của Ango, cô bé còn tham gia và là "chủ tịch" hội tròn vo. Koruri nghĩa là "Chim cổ đỏ lông xanh".
- Ayu (あゆ): Học viên lớp Thực Vật. Mệnh danh Madonna, có thể nói là cô gái xinh đẹp nhất dự án. Chính vì vậy, Ayu luôn bị nhiều người ganh ghét và bắt nạt. Ayu nghĩa là "cá hồi nước ngọt".
- Gengorou (源五郎): Học viên lớp Động và Thực Vật. Ít nói, chín chắn, Gengorou có lòng yêu thương động vật sâu sắc và luôn là người bạn đáng tin cậy của Ango. Gengorou nghĩa là "bọ nước".
- Nijiko (虹子): Học viên lớp Đất. Lạnh lùng, thực tế. Tuy Nijiko luôn đi cùng với Ryou. Niji có nghĩa là "cầu vồng".
- Ban (鷭): Học viên lớp Y. Chậm chạp, ít nói, nhưng rất nhân hậu. Ban là người không có đối thủ trong lớp Y của cậu. Ban nghĩa là "gà nước".
- Unami (卯浪): Vốn là giáo viên trong chương trình đặc huấn. Unami bị bắn chết ngay sau khi Hạ A được rã đông.

Các nhân vật phụ:
- Takashi: Giáo viên trong chương trình đặc huấn. Bố của Hana (đội Mùa Xuân).
- Kaname: Giáo viên trong chương trình đặc huấn. Bạn của Takashi. Sau này, Kaname gia nhập nhóm Hạ B dưới mệnh danh "Thần Chết".
- Shigeru (茂): Học viên lớp Lửa và Nước. Bạn thân từ nhỏ của Ango. Shigeru nghĩa là "cây cối mọc dày".
- Mayu (繭): Học viên lớp Đất. Bạn thân của Koruri, nhưng luôn chín chắn và sắc sảo hơn. Mayu nghĩa là "kén tằm".
- Nobara (のばら): Bạn thân của Mayu và Koruri. Năm 15 tuổi, Nobara bị phát hiện có tật di truyền về thị lực nên đã bị đào thải và giết chết. Nobara nghĩa là "hoa hồng dại".

### Nhóm Mùa Hạ B
Nhóm Hạ B là nhóm đầu tiên xuất hiện trong truyện, bao gồm những người khó hòa nhập với cộng đồng. Nơi đầu tiên họ đặt chân tới là Đảo Mèo. Hầm trú ẩn đầu tiên tìm thấy được là Bungo Fuji ở Yufudake, Bắc Kyushu.
Thành viên:
- Iwashimizu Natsu (岩清水 ナツ): 16 tuổi, sinh cung Cự Giải, rụt rè, nhút nhát, thụ động. Cô có tình cảm với Aota Arashi nhưng không dám nói ra. Natsu có nghĩa là "Mùa hạ"
- Aota Arashi (青田 嵐): 17 tuổi, sinh cung Hổ Cáp, là người hiệp nghĩa, hay che chở, bảo vệ kẻ yếu thế. Cậu bơi rất giỏi, bạn gái arashi là Hana, thành viên nhóm Mùa Xuân. Arashi nghĩa là "bão".
- Asai Semimaru (麻井 蝉丸): 18 tuổi, bất trị, ngang ngược, hay bắt nạt Natsu (thật ra anh chàng rất thích natsu) Semi nghĩa là "ve".
- Tendo Matsuri (天道 まつり): 16 tuổi. Matsuri có nghĩa là "lễ hội".
- Yamori Chimaki (守宮 ちまき): 19 tuổi, sinh viên năm thứ nhất trường mỹ thuật. Chimaki nghĩa là "bánh tro".
- Kusakuri Hotaru (草刈 螢): 12 tuổi. Hiền lành, dễ thương.Cô bé có khả năng tiên tri. Hotaru nghĩa là "đom đóm".
- Mozunoto Kaname (百舌要): 38 tuổi. Mệnh danh "Tử thần", có nhiệm vụ giết những người trong dự án không còn muốn sống. Kaname vốn là người quản thúc đội Hạ A và là một trong những nhân vật cốt cán làm nên dự án 7SEEDS. Mozu có nghĩa là "Chim Bách Thanh".
- Saotome Botan (早乙女 牡丹): Hướng dẫn viên đội Hạ B. Từng làm trong ngành cảnh sát, sau một tai nạn nghề nghiệp ngoài ý muốn, cô chuyển sang làm công chức. Botan có nghĩa là "mẫu

đơn".

### Nhóm Mùa Xuân
Nhóm mùa xuân là nhóm thứ 2 xuất hiện trong truyện, đội mùa xuân tỉnh dậy trên thuyền và trôi đến một hòn đảo toàn côn trùng, trên biển không có cá, đội mùa xuân phải đấu tranh giành giật thức ăn và nước uống.
Thành viên:
- Sugurono Hana (勝呂の花): 17 tuổi, xinh đẹp, tính tình cứng cỏi, mạnh mẽ, được nuôi dạy từ bé bởi kaname, cô được học cánh sinh tồn, sống sót trong điều kiện sống khắc nghiệt, bố là takashi, hana là người yêu của arashi.
- Nobi Momotarou (伸び桃太郎): 12 tuổi,(ở trường được gọi là thần đồng, thuộc hết tên nhà ga, thuộc hết các tên khủng long, tính nhẩm đến 10 con số), nguyên văn câu haru nói, biệt danh nobita.
- Yukima Haru (雪まつり春): 16 tuổi, tính tình khá trầm, lạnh lùng, hay che giấu cảm xúc là một tài năng piano, haru thích koruri.
- Amacha Fujiko (甘茶不二子): 17 tuổi, khá sắc sảo, thông minh, muốn học ngành y khoa và là bạn tốt của hana.
- Tsunomata Mansaku (つのまたまんさく):18 tuổi, tráng kiện, tính tình bộc trực, thích bắn cung, ngồi thiền, thơ đường.
- Taiami chisa(鯛網地裁): 18 tuổi, tính tình hiền thục, ít nói, trước là tiểu thư trong gia đình danh giá.
- Yanagi Tousei (柳統制): hướng dẫn viên, chết do bị một con chuồn chuồn khổng lồ châm vào lưng và đẻ trứng, từng là lính trong lực lượng phòng vệ nhật bản, tính tình độc đoán.
- Niigusa Hibari (にい草雲雀): 12 tuổi, chị họ của hotaru, có khả năng cảm nhận, tình cách đối lập với hotaru, khi đội mùa xuân tỉnh dậy hibari vẫn còn say ngủ do tác dụng của thuốc, nên còn được gọi là công chúa.

### Nhóm Mùa Đông
Nhóm mùa đông xuất hiện thứ 3 trong truyện, nhưng lại là nhóm tỉnh dậy đầu tiền trước các nhóm khác 15 năm, nhóm mùa đông tỉnh dậy chỉ còn lại 5 người 3 người đã chết thành xác khô, đội mùa đông là đội bi thảm nhất khi tỉnh dậy, vì đến cuối cùng chỉ còn lại aramaki.
Thành viên:
- Kumakawa Sayuru (熊川さゆる)(sayuru nghĩa là cái lạnh): hướng dẫn viên, chết do bị hổ cắn.
- Karezono Mutsuki (かれぞの睦月)(mutsuki nghĩa là tháng giêng): chết do bị hổ cắn đứt tay, sinh viên đại học năm nhất, tính tình bí hiểm.
- Aramaki Takahiro (荒巻鷹彦)(taka nghĩa là đại bàng): pitcher của một đội bóng trung học, luôn hy vọng được đến giải đấu koshien, aramaki có tính tình vui vẻ, hoạt bát, hiền lành và giàu tình cảm, nhưng sau khi chứng kiến cái chết của 2 người bạn thân là mitsuru và fubuki, aramaki đã hiểu được sự khắc nghiệt của cuộc đời, sau này aramaki trở thành một người tốt, có trách nhiệm và chững trạc, anh luôn cô đơn và muốn đi tìm những người còn sống sót giống mình, sau 15 năm aramaki cuối cùng cũng gặp dc arashi, natsu và semimaru nhưng sau cùng vẫn bị bỏ lại, sau này anh gặp được nhóm mùa xuân, aramaki là nhân vật chính trong câu chuyện của nhóm mùa đông.
- Samejima Fubuki (鮫島吹雪)(fubuki nghĩa là bão tuyết): át chủ bài của clb bóng chày, vị trí short stop, cũng là một học sinh trung học như aramaki, tính tình năng nổ, hoạt bát, Fubuki có 1 tình yêu tuyệt vời với mitsuru, cả hai đã hi sinh cho nhau, đến cuối cùng có lẽ họ vẫn hạnh phúc.
- Karugazuka Mitsuru (カルが図鑑充)(mitsuru nghĩa là con hạc xinh đẹp): một người đẹp tuyệt trần, tính tình bộc trực, thẳng thắn, một vũ công nổi tiếng niềm hy vọng của vũ đạo nhạt bản luôn mơ ước sẽ có ngày mình hiểu được điệu "tích hạc", cô đã đạt được mơ ước vào một ngày tuyết rơi trắng xoá.
- Ayatori Fuuka(あやとりふうか) (fuuka nghĩa là hoa gió): chết biết thành xác khô. Thợ may.
- Fushizuke Arare(ふシズネあられ) (arare nghĩa là mưa đá): học ngành khoa học, một trong ba cái xác khô.
- Murokako Touji (室加工当時)(touji là đông chí): chắc làm nông, một trong 3 xác khô.

### Nhóm Mùa Thu
Là đội có hướng dẫn viên tệ nhất, nhút nhát, đội mùa thu xuất hiện thứ 4, thức dậy sớm thứ 2, tỉnh dậy sau đội mùa đông 12 năm, và tỉnh dậy trước đội mùa hạ b và đội mùa xuân 3 năm, lang thang suốt 1 năm đển tìm người sống sót, đến năm thứ 2 thì định cư ở một trong 7 ngọn fuji, có cuộc sống ổn định nhưng sống phong kiến, sống ngập trong thuốc phiện, ngôi làng của họ sau đó bị phá huỷ do thiên tai
Thành viên:
- Iyayoi Ryousa (いや良い量産): hướng dẫn viên, từng là lính cứu hoả, tính tình nhút nhát, về sau anh hy sinh để cứu ran khỏi ango.
- Haza Akio (間章雄) (aki nghĩa là mùa thu): căm ghét chính phủ, là người nắm quyền giống ran, cai trị cả đội bằng bạo lực và đe doạ.
- Shishigaki Ran (鹿垣町ラン) (ran nghĩa là hoa lan): biết nhiều ngoại ngữ, akio và ran cũng nhau nắm giữ quyền lực chi phối đội mùa thu, họ căm ghét chính phủ vì đã đưa họ đến tương lai, cấm tất cả thành viên có quan hệ vì muốn làm trái ý chính phủ, mặc dù ran là người cầm quyền nhưng thật chất do ryousa quá yếu đuối nên mới như vậy, về sau ran đã trở lại khá yếu đuối khi gặp botan.
- Shikako Kurumi(しかこくるみ): cô gái nông thôn, dịu dàng nhưng nhút nhát, bị chi phối trong đội, kurumi về sau có thai với ryuusei.
- Ogiwaki Ryuusei(おぎ脇流星) (ryuusei nghĩa là sao băng): sống dễ dãi với bản thân, quan hệ với kurumi và làm kurumi mang thai, dẫn đến sự rạn nứt về sau của nhóm mùa thu.
- Karita Hazuki (借りたはずっこ)(hazuki nghĩa là tháng tám âm): võ sĩ judo, đẳng cấp olympic, nhưng vẫn bị chi phối trong đội.
- Nashimoto Akane(梨元あかね) (akane nghĩa là son môi đỏ): làm nghề đánh bắt, bơi lặn rất giỏi, tốt bụng.
- Yamaki Sakuya (山城咲夜): rất thông minh, chơi cờ giỏi, học ngành luật.